# Challenger de Caloundra
EL Caloundra International es un torneo profesional de tenis. Pertenece al ATP Challenger Series. Se juega desde el año 2004 sobre pistas duras, en Caloundra, Australia.

## Palmarés

### Individuales
| Año       | Campeón           | Finalista        | Resultado      |
| --------- | ----------------- | ---------------- | -------------- |
| 2004      | Lu Yen-hsun       | Takahiro Terachi | 6–0, 7–5       |
| 2005      | Peter Luczak      | Alun Jones       | 7–5, 7–6(1)    |
| 2006      | Lu Yen-hsun       | Peter Luczak     | 6–3, 6–1       |
| 2007      | Joseph Sirianni   | Todd Widom       | 7–6(2), 7–6(5) |
| 2008-2010 | No se disputó     | No se disputó    | No se disputó  |
| 2011      | Grega Žemlja      | Bernard Tomic    | 7–6(4), 6–3    |
| 2012      | Marinko Matosevic | Greg Jones       | 6–0, 6–2       |

### Dobles
| Año       | Campeón                       | Finalista                          | Resultado        |
| --------- | ----------------------------- | ---------------------------------- | ---------------- |
| 2004      | Luke Bourgeois Lu Yen-hsun    | Mark Hlawaty Shannon Nettle        | 7–6(2), 7–5      |
| 2005      | Peter Luczak Shannon Nettle   | Robert Smeets Aleksandar Vlaski    | 6–7(4), 6–4, 6–2 |
| 2006      | Nathan Healey Robert Smeets   | Carsten Ball Adam Feeney           | 6–3, 6–2         |
| 2007      | Chen Ti Jun Woong-sun         | Ivan Čerović Vjekoslav Skenderović | 6–2, 6–3         |
| 2008-2010 | No se disputó                 | No se disputó                      | No se disputó    |
| 2011      | Matthew Ebden Samuel Groth    | Pavol Červenák Ivo Klec            | 6–3, 3–6, [10–1] |
| 2012      | John Peers John-Patrick Smith | John Paul Fruttero Raven Klaasen   | 7–6(7–5), 6–4    |